# 渡邉温子
渡邉 温子（わたなべ あつこ、1978年8月29日 - ）は、愛知県出身の元バスケットボール選手である。ポジションはフォワード。176cm。「花の78年組」の一人。START OF THE DAYのボーカリストAtsuko（渡邉 温子）とは別人。

## 来歴
昭和ミニから名古屋市立千種台中学校、名古屋短大付高を経て、愛知学泉大学に進学。これらすべてで優勝を経験しており、「優勝の申し子」と呼ばれる。
2001年、シャンソン化粧品に入社しバスケット部に入部。大神雄子を抑えてルーキー・オブ・ザ・イヤーを獲得。
全日本にも選ばれ、2002年世界選手権に出場。
2005年、チームの5年ぶりのリーグ優勝に貢献。シーズン後、デンソーに移籍。シーズン後引退。

## 経歴
- 桜花学園高校 - 愛知学泉大学 - シャンソン化粧品（2001年〜2005年） - デンソー（2005年〜2006年）

## 日本代表歴
- 1999・2001年ユニバーシアード
- 2002年世界選手権
- 2002年アジア大会

## 受賞歴
- Wリーグ2001-02 ルーキー・オブ・ザ・イヤー